# مادر (رمان پرل باک)
مادر (انگلیسی: The Mother) رمانی است اثر نویسنده آمریکایی، پرل باک که در ۱۹۳۳ منتشر شده‌است.
رمان مادر چند بار به فارسی ترجمه شده‌است. محمد قاضی نخستین مترجم این کتاب بود که آن را از طریق زبان فرانسه به فارسی برگردانده است.